# 高杉さと美
高杉 さと美（たかすぎ さとみ、1985年7月11日 - ）は、日本の元女性歌手、元モデル。東京都出身。プラチナムプロダクション、rhythm zoneに所属していた。身長157cm。血液型A型。

## 概要
高校生のころより本格的に音楽レッスンを開始。一度はキャンペーンガールなどのタレントとして活動するが、シンガーへの夢が捨てきれず、その活動を自ら休止。
2007年6月、エイベックスより歌手デビューを果たす。

## 略歴
- 2001年、渋谷でプラチナムプロダクションにスカウトされる。
- 2002年、同じくプラチナムプロダクションに所属する若槻千夏、伊織、星野加奈と共に全日本GT選手権イメージガール「wi☆th」のメンバーとして、高杉さとみ名で1年間活動する。[6]。活動終了後、歌手を目指して本格的にボイストレーニングを始める。
- 2004年、Ruppinaの5thシングル及びアルバムの「in the name of love」（PVとDVDドラマ (工藤 舞・愛役)）に出演。
- 2006年12月16日に行なわれたエイベックス主催のライブイベント「Rhythm Nation 2006」にて初ステージに立つ。
- 2007年6月6日に映画『西遊記』のイメージソングに起用されたシングル「旅人」で歌手としてデビューを果たした。同年日本有線大賞・新人賞、日本レコード大賞・新人賞、ベストヒット歌謡祭2007・新人アーティスト賞を受賞する。
- 2008年4月6日、初のワンマンライブ「garden party」を開催する。
- 2010年10月30日に行われたラグビーの国際親善試合「リポビタンDチャレンジ2010 日本対サモア」の日本国歌独唱者に選ばれる。
- 2011年2月12日、2度目のワンマンライブ、「Premium Live ～My Favorite Songs ～」を開催。
- 2012年3月21日、約4年ぶりとなるCDシングル「気まぐれドルチェ」をリリースする。
- 2013年6月19日、初のカバーアルバム『SATOMI』をTSUTAYA限定でリリースした。
- 2022年に所属していたプラチナムプロダクションを退所・引退した。

## 人物
- 趣味は料理・絵画・写真撮影・映画鑑賞。特に趣味の中でも写真撮影には凝っており、フィルムカメラの「ロモ」（LC-A）やfisheye2を使って撮った写真を自らの公式サイトで紹介している。愛犬家で、自宅にルナという名の犬を飼っている。2007年5月23日から宝島社のファッション誌『Spring』で連載をスタートしているが、愛犬ルナもたびたび登場する。絵画は幼少期から好きで、自身のInstagramにも描いた絵をあげている。
- 両親が音楽好きだったこともあり、幼少の頃から音楽に恵まれた環境で育つ。ディズニー映画『リトル・マーメイド』のテーマソング「Part Of Your World」[注 1]を劇中で聴き、感銘を受けたのが音楽を志すきっかけとなった。
- デビュー時のコンセプトは「ever green」で、「いつまでも新鮮な」という意味である。透き通るような歌声から、クリスタルボイスと称された。
- 環境問題に関心があり、チーム・マイナス6%のチーム員であった。地球温暖化防止のために自身もエアコンの使用を制限しているという。
- 1枚目のアルバム『garden』の「鏡色」[注 2]、2枚目のアルバム『Prism』の「雨音」[注 3]では作詞・作曲を手がけた。
- 『幻想水滸伝ティアクライス』では、オープニング・エンディング両方のテーマソングのほか、登場人物の1人の声優も担当している。
- 資格としてはアクアミネラーレ協会認定 アクアアドバイザー、色彩検定、宅地建物取引士、日商簿記、スイーツコンシェルジュ検定（ベーシック取得）などを取得している（プロフィールより）。

## 作品

### シングル
| 枚  | 発売日         | タイトル                     | オリコン |
| --- | -------------- | ---------------------------- | -------- |
| 1st | 2007年6月6日   | 旅人                         | 10位     |
| 2nd | 2007年10月3日  | 百恋歌／遠く離れても         | 20位     |
| 3rd | 2007年12月12日 | 雪星／そして僕は途方に暮れる | 22位     |
| 4th | 2008年2月20日  | 一緒に                       | 63位     |
| 5th | 2008年6月25日  | ありがとう                   | 65位     |
| 6th | 2008年9月24日  | RELATION 〜あの風を辿って〜  | 65位     |
| 7th | 2008年12月17日 | Tears in the Sky             | 50位     |
| 8th | 2012年3月21日  | 気まぐれドルチェ             | ‐位      |

### コラボレーションシングル
| 枚  | 発売日        | タイトル                    | オリコン | 備考                                    |
| --- | ------------- | --------------------------- | -------- | --------------------------------------- |
| 1st | 2008年4月16日 | 魔法の鍵〜The Dream Goes On | 13位     | 「石井竜也&高杉さと美」名義でのリリース |

### 配信限定シングル
| 枚  | 発売日        | タイトル   |
| --- | ------------- | ---------- |
| 1st | 2010年1月6日  | サクライロ |
| 2nd | 2010年2月10日 | NOW!       |
| 3rd | 2010年3月16日 | ふたつの空 |

### アルバム
| 枚  | 発売日        | タイトル | オリコン |
| --- | ------------- | -------- | -------- |
| 1st | 2008年2月20日 | garden   | 17位     |
| 2nd | 2009年3月25日 | Prism    | 85位     |
| 3rd | 2010年5月26日 | MASCARA  | 104位    |
| 4th | 2013年6月19日 | SATOMI   |          |

### 参加作品
| 発売日         | タイトル                                                                                           | 規格品番              | 収録曲                     |
| -------------- | -------------------------------------------------------------------------------------------------- | --------------------- | -------------------------- |
| 2007年07月11日 | Rhythm Nation 2006 - The biggest indoor music festival -                                           | RZBD-45593            | そして僕は途方に暮れる     |
| 2007年08月01日 | 武部聡志『映画「西遊記」 ORIGINAL SOUNDTRACK』                                                     | RZCD-45663            | 旅人                       |
| 2007年11月07日 | a-nation'07 BEST HIT LIVE                                                                          | AVBD-91491            | 旅人                       |
| 2008年11月26日 | a-nation'08 ～avex ALL CAST SPECIAL LIVE ～                                                        | AVBD-91568 AVBD-91570 | 夕街風                     |
| 2009年01月28日 | ディズニー・ドリーム・ポップ～トリビュート・トゥ・トウキョウディズニーリゾート 25th アニバーサリー | AVCW-12704            |                            |
| 2010年04月21日 | オマスガ『オマスガイダンス』                                                                       | RZCD-46527            | 雪のナミダ feat.高杉さと美 |

## ミュージックビデオ
| 監督         | 曲名                                         |
| 川村ケンスケ | 「Tears in the Sky」「ありがとう」「夕街風」 |
| 武藤真志     | 「一緒に」「雪星」「百恋歌」「旅人」         |
| 不明         | 「サクライロ」「マスカラ」「ふたつの空」     |

## タイアップ
| 曲名                            | タイアップ                                                                     |
| 旅人                            | 映画『西遊記』イメージソング                                                   |
| 遠く離れても                    | テレビ朝日系ドラマ『女刑事みずき〜京都洛西署物語〜』主題歌                     |
| 雪星                            | au ショッピングモール CMソング                                                 |
| Tears in the Sky                | ニンテンドーDS用ゲーム『幻想水滸伝ティアクライス』主題歌（オープニングテーマ） |
| ティアクライス 〜希望のトビラ〜 | ニンテンドーDS用ゲーム『幻想水滸伝ティアクライス』エンディングテーマ           |
| 魔法の鍵 〜The Dream Goes On    | 「東京ディズニーリゾート 25thアニバーサリー」テーマソング                      |
| サクライロ                      | トステム住研グループ アイフルホーム CMソング                                   |
| MASCARA                         | 「細木数子六星占術」携帯サイト タイアップソング                                |
| 行方                            | フジテレビ恋時雨テーマソング                                                   |
| sparky                          | オンラインゲーム「夢世界」タイアップソング                                     |
| 気まぐれドルチェ                | フジテレビ系「即決! ワケありネエさんEX」エンディングテーマ                     |

## ライブ

### イベント
- Rhythm Nation 2006（2006年12月16日）
- エイベックス・グループ・ホールディングス第20期定時株主総会株主限定ライブ（2007年6月24日）
- a-nation '07 powered by ウイダーinゼリー（2007年7月28日 - 8月26日）
- Rhythm Nation 2007 meets au by KDDI（2007年12月15日）
- a-nation '08 powered by ウイダーinゼリー（2008年7月26日 - 8月31日）
- a-nation×7＆i Summer Live 2010（2010年7月18日）
- Grateful Girls vol.3(2010年11月1日)

### ワンマンライブ
- 高杉さと美 premium LIVE -garden party-（2008年4月6日）
- 高杉さと美 Premium Live ～My Favorite Songs ～（2011年2月12日・4月2日）

## 出演

### ラジオ
- LOVE Theater（FM横浜）
- 高杉さと美 ゆりかごhour（JFNC）

### ネット配信
- 恋時雨 Episode5 ゲーム 『行方』（- 2009年11月19日、フジテレビ On Demand）

### ゲーム
- 幻想水滸伝ティアクライス（シスカ）

### 雑誌
- 雑誌ケトル (2018年12月15日、太田出版)

## 書籍

### カタログモデル
- ＆ROSY 11月号(2017年10月23日、宝島社)

## 受賞歴
- 第40回日本有線大賞・新人賞（旅人）
- 第49回日本レコード大賞・新人賞（旅人）
- ベストヒット歌謡祭2007・新人アーティスト賞（旅人）